# Ма није он такав
Ма није он такав је српски филм из 2010. године, чији је радни наслов био „Бацио сам чини на тебе“. Режирао га је Мирослав Петковић, који је написао и сценарио.
Филм је своју премијеру имао на Филмским сусретима у Нишу 22. августа 2010. године.

## Радња
Интелигентни, образовани, шармантни и опрезни Бошко оставља утисак поузданог човека, али је заправо преварант који се у градској железници удвара и измамљује новац од усамљених жена. У филму се развијају две основне наративне линије - прва је у форми полицијске потраге, а главни ликови су инспектор Гаврић и шармантни манипулант Бошко, док је друга линија дата у мелодрамској, љубавној форми, са три битна лика жена које Бошко заводи и вара. Све ће кренути наопако када ступи у везу са сестром моћног тајкуна, која ће због неузвраћене љубави себи пресећи вене, а желећи да се освети, брат ће у потеру за Бошком послати опасне типове. По службеној дужности за њим креће и инспектор Гаврић.

## Улоге
| Глумац                | Улога                             |
| --------------------- | --------------------------------- |
| Драган Бјелогрлић     | Бошко Павловић „Боле Калифорнија“ |
| Гордан Кичић          | Инспектор Александар Гаврић       |
| Зоран Цвијановић      | Милутин Петровић „Миша Гроф“      |
| Искра Брајовић        | Каћа                              |
| Тихомир Арсић         | Начелник полиције                 |
| Бојан Димитријевић    | Пасуљ                             |
| Горан Радаковић       | Каладонт                          |
| Ивана Михић           | Марина                            |
| Марко Јањић           | Инспектор Васић                   |
| Неда Арнерић          | Глумица                           |
| Бранка Пујић          | Маргита                           |
| Ана Сакић             | Гаврићева жена                    |
| Тома Курузовић        | Бошков отац                       |
| Александра Симић      | Маја                              |
| Бранислав Лалевић     | Небојша Станковић СЕС             |
| Никола Ђуричко        | Паки                              |
| Ранко Ковачевић       | Рецепционар                       |
| Јован Осмајлић        | Крупије                           |
| Ева Рас               | Госпођа Изабела Гароди            |
| Мина Ненадовић        | Гаврићева ћерка                   |
| Марија Ђурић          | Полицајка                         |
| Драган Тодоровић Тода | Полицајац                         |
| Тања Ковач            | Спикерка                          |
| Доротеа Кораћ         | Девојчица                         |